# Grande Prêmio de Montreal
O Grand Prix Cycliste de Montréal é uma corrida anual de ciclismo de estrada em Montreal, no Canadá. A corrida é de uma dia, disputada 2 dias após o Grande Prêmio de Quebec, e é composta por 18 voltas em circuito de 12.3 quilômetros, ela faz parte da UCI World Tour.

## Palmarés
| Ano  | Vencedor             | Segundo          | Terceiro            |           |
| ---- | -------------------- | ---------------- | ------------------- | --------- |
| 2010 | Robert Gesink        | Peter Sagan      | Ryder Hesjedal      |           |
| 2011 | Rui Costa            | Pierrick Fédrigo | Philippe Gilbert    |           |
| 2012 | Lars Petter Nordhaug | Moreno Moser     | Alexandr Kolobnev   |           |
| 2013 | Peter Sagan          | Simone Ponzi     | Ryder Hesjedal      |           |
| 2014 | Simon Gerrans        | Rui Costa        | Tony Gallopin       |           |
| 2015 | Tim Wellens          | Adam Yates       | Rui Costa           |           |
| 2016 | Greg Van Avermaet    | Peter Sagan      | Diego Ulissi        |           |
| 2017 | Diego Ulissi         | Jesús Herrada    | Tom Slagter         |           |
| 2018 | Michael Matthews     | Sonny Colbrelli  | Greg Van Avermaet   |           |
| 2019 | Greg Van Avermaet    | Diego Ulissi     | Iván García Cortina |           |
| 2020 | cancelado            | cancelado        | cancelado           | cancelado |
| 2021 | cancelado            | cancelado        | cancelado           | cancelado |
| 2022 | Tadej Pogačar        | Wout van Aert    | Andrea Bagioli      |           |
| 2023 | Adam Yates           | Pavel Sivakov    | Alex Aranburu       |           |
| 2024 | Tadej Pogačar        | Pello Bilbao     | Julian Alaphilippe  |           |

## Palmarés por países
| País          | Vitorias |
| ------------- | -------- |
| Bélgica       | 3        |
| Austrália     | 2        |
| Itália        | 1        |
| Países Baixos | 1        |
| Noruega       | 1        |
| Portugal      | 1        |
| Eslovênia     | 1        |
| Eslováquia    | 1        |
| Reino Unido   | 1        |